# Ouémé (rivier)
De Ouémé is een rivier in Benin. Met een lengte van 510 kilometer en een stroomgebied van ongeveer 50.000 km² is de Ouémé de grootste rivier in Benin. Het stroomgebied beslaat bijna de helft van het land.

## Beschrijving
De rivier ontspringt in het Atakoragebergte van Benin en heeft daar de naam Affon. Na de uitmonding van de Alpouro wordt de rivier Ouémé genoemd. De koers is bijna uitsluitend in zuidelijke richting. De Ouémé mondt uit in de Golf van Guinee aan de kust van Benin, voorbij het Nokouémeer en de daarmee verbonden baai van Porto-Novo nabij de stad Cotonou. De belangrijkste zijrivieren zijn de Okpara (362 km), Zou (150 km), Beffa (78 km) en Donga (74 km).
De Ouémé heeft een gemiddeld stijgingspercentage van 0,9 m/km, in de bovenloop 20 m/km. De scheiding tussen boven-en benedenloop ligt ongeveer bij de samenloop met de Zou. De watertemperatuur varieert afhankelijk van het seizoen tussen 26 en 32 °C.

## Menselijk gebruik
Langsheen de rivier wordt veel aan landbouw gedaan en het water van de rivier wordt gebruikt voor irrigatie, onder andere voor katoenplantages. Door het gebruik van meststoffen en pesticides is de Ouémé vervuild. De Ouémé wordt ook gebruikt voor drinkwater en voor transport. Ook wordt er gevist op de rivier.